# Waysted
Waysted is een Britse heavy metalband, geformeerd door de UFO-basgitarist Pete Way en de Schotse rocker Fin Muir (Ian Muir) in 1982. Waysted rekruteerde Frank Noon (voorheen bij Def Leppard), Ronnie Kayfield en Paul Raymond, tekende bij Chrysalis Records en bracht Vices uit in 1983.

## Bezetting
Huidige leden
- Pete Way (basgitaar, 1982–1987, 2003–heden)
- Fin Muir (zang, 1982–1985, 2003–heden)
- Chris George (gitaar, 2004–heden)
- Paul 'RD' Haslin (drums, 2003–heden)
- Jason Poole (gitaar, 2007–heden)

Voormalige leden
- Neil Wilkinson (gitaar, 2007)
- Danny Vaughn (zang, tambourine, 1985–1987)
- Johnny Dee (drums, 1985–1987)
- Jimmy DiLella (keyboards, piano, gitaar, 1985–1987)
- Paul Raymond (keyboards, gitaar, 1982–1984)
- Ron E. Kayfield (gitaar, 1982–1983)
- Frank Noon (drums, 1982–1984)

- Barry Bennedetta (gitaar, 1984)
- Decca Wade (drums, 1984)
- Neil Shepard (gitaar, 1984)
- Andy Parker (drums, 1984–1985)
- Paul Chapman (gitaar, 1984–1987, 2003–2004)
- Phil 'Philthy Animal' Taylor (drums, 1985)

- Jerry Shirley (drums, 1985)
- Martin Chaisson (gitaar, 1987)
- Eric Gamens (gitaar, 1987)
- Jon Deverill (zang, 1987)
- Steve Harris (basgitaar, 1987 alleen live gastlid)
- Joey Belladonna (zang, 1987 alleen live gastlid)

## Geschiedenis
De band heeft in de loop der jaren meerdere veranderingen in de bezetting ondergaan, waarbij leden vertrokken, weer lid werden en weer vertrokken, evenals perioden van volledige rust, terwijl Way andere projecten nastreefde. De band ging toen uit elkaar in 1987, maar werd in 2003 opnieuw geformeerd. In 2008 toerde Waysted door het Verenigd Koninkrijk ter ondersteuning van hun nieuwe album The Harsh Reality. Sindsdien heeft de bezetting echter geen nieuw materiaal meer uitgebracht.

## Discografie
- 1983: Vices
- 1984: Waysted - ep
- 1985: The Good the Bad the Waysted
- 1986: Save Your Prayers
- 2000: Wilderness of Mirrors
- 2000: You Won't Get Out Alive
- 2004: Back from the Dead
- 2007: The Harsh Reality
- 2008: Totally Waysted